# رابینوویتز ۵۰۴۰
سیارک ۵۰۴۰ (به انگلیسی: 5040 Rabinowitz، نامگذاری:1972RF) پنج هزار و چهلمین سیارک کشف شده‌است که در ۱۵ سپتامبر ۱۹۷۲ کشف شد.
قدر مطلق سیارک برابر ۱۳٫۲۰ است.